# Stuttgarter Kickers
SV Stuttgarter Kickers (oficial: Sportverein Stuttgarter Kickers e. V.) este un club de fotbal din orașul Stuttgart, Degerloch. A fost fondat la 21 septembrie 1899 sub numele FC Stuttgarter Cickers (din 1920 scris Kickers). Din 1950 clubul poartă numele actual. Echipa joacă în prezent în ligiile inferioare.